# Le Markstein
Le Markstein es una estación de deportes de invierno en la cordillera de los Vosgos en Francia, situada a una altitud de entre 1020 m s. n. m. y 1268 m s. n. m. que se encuentra en la Route des Crêtes. Forma un conjunto de esquí de fondo con la estación de esquí Breitfirst y el Gran Ballon. El punto más alto es la cumbre del Jungfraukopf. 
La estación albergó la Copa del Mundo de Esquí en 1983 y 1987 y la Copa del Mundo de Parapente en 1999. Las carreteras que atraviesan la estación también han sido utilizadas para la carrera ciclista del Tour de Francia, en sus ediciones de 2014 y 2023.
Las dos localidades más próximas son Lautenbach y Oderen, en Alsacia. 